# Aaron Klug
Aaron Klug, OM, PRS (Želva (Litouwen), 11 augustus 1926 – Cambridge, 20 november 2018) was een Brits scheikundige en biochemicus van Litouwse afkomst. Hij ontving de Nobelprijs voor Scheikunde in 1982, "voor zijn ontwikkeling van kristallografische elektronenmicroscopie en de opheldering van de structuur van biologisch belangrijke nucleïnezuur-proteïne complexen".

## Biografie
Klug werd geboren in Želva als zoon van joodse veeboer Lazar en Bella Silin Klug. Op tweejarige leeftijd verhuisde hij met zijn ouders naar Zuid-Afrika. Na de Durban High School studeerde hij wetenschap aan de Universiteit van de Witwatersrand in Johannesburg (bachelordiploma in 1941) en kristallografie aan de Universiteit van Kaapstad (mastergraad in 1947).
Vervolgens ging hij naar Engeland waar hij in 1953 promoveerde aan Trinity College in Cambridge. Eind 1953 ging hij naar het Birkbeck College van de Universiteit van Londen, waar hij samenwerkte met Rosalind Franklin in John Desmond Bernals laboratorium. Van 1958 tot 1962 was hij betrokken bij de Virus Structure Research Group.
In 1962 stapte hij over naar het pas opgerichte MRC Laboratorium van Moleculaire Biologie in Cambridge. Klug toonde aan dat contrastarme beelden van biologische objecten vaak grote hoeveelheden informatie over de structuur ervan bevatten die toegankelijk kan worden gemaakt door wiskundige bewerking van die beelden. In de daaropvolgende jaren gebruikte Klug methodes van röntgendiffractie, microscopie en structurele modellering voor de ontwikkeling van kristallografische elektronenmicroscopie. Met behulp van een elektronenmicroscoop en een computer slaagde hij erin om driedimensionale beelden te construeren van macromoleculaire complexen. Hierbij wordt door opeenvolging van tweedimensionale afbeeldingen van kristallen genomen vanuit verschillende hoeken gecombineerd tot een driedimensionale afbeelding. Zijn techniek vormde de basis van computertomografie, met de CT-scanner als praktische toepassing ervan.
Met zijn methode kon (in 1975) de structuur opgehelderd worden van onder andere chromatine, het complex van DNA en proteïnes zoals dat in het chromosoom voorkomt. Ander werk van Klug betrof de opheldering van tRNA en verschillende virussen (onder andere wratten- en tabaksmozïekvirus).
Van 1986 tot 1996 was hij directeur van het Laboratorium van Moleculaire Biologie.

## Erkenning
Voor zijn werk werd Klug onderscheiden met diverse prijzen en eerbetoon, waaronder de Heinekenprijs voor de Geneeskunde (1979), de Louisa Gross Horwitz Prize (1981), de Nobelprijs voor de Scheikunde (1982) en de Copley Medal (1985). In 1988 werd hij door koningin Elizabeth geridderd en in 1995 verkreeg hij de Order of Merit. In 2005 werd hij geëerd met de Zuid-Afrikaanse Orde van Mapungubwe (goud) voor buitengewone verdiensten in de medische wetenschap.

## Externe links

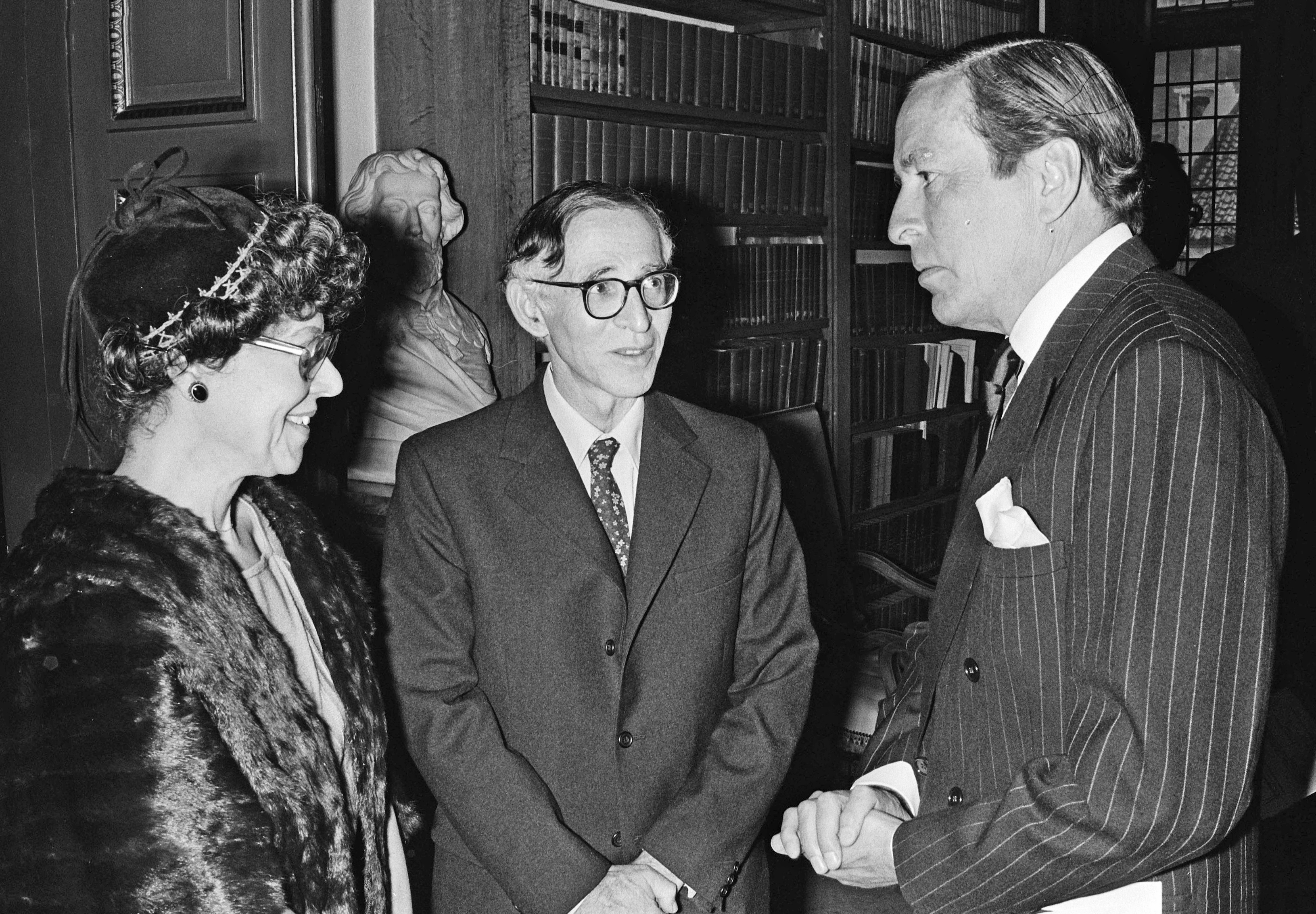
Prins Claus ontmoette in 1979 Klug en zijn vrouw.